# آلاله آبی راکد
آلاله آبی راکد (نام علمی: Ranunculus rionii) نام یک گونه از سرده آلاله است.